# Abul Wafa (cràter)
|  | Per a altres significats, vegeu «Abu-l-Wafà Muhàmmad al-Buzajaní». |

Abul Wafa és un cràter lunar situat a l'equador lunar, al costat ocult de la Lluna. Cap a l'est hi ha els cràters Ctesibius i Heron; cap al nord-est el cràter King, el més gran; i cap al sud-oest el cràter Vesalius.
La forma del perímetre d'aquest cràter recorda la forma d'un diamant arrodonit. La vora i la paret interna són rodones degut a l'erosió de l'impacte i perdut una mica de definició. Les lleixes al voltant de la major part de la paret interna podien haver estat abans terrasses o bé una agrupació de pedres.
Un petit però notable cràter es troba a la superfície interna cap a la vora nord del cràter Abul Wafa i hi ha una petita formació de cràters annexada a l'exterior de la pared sud-oest. La vora exterior es troba relativament lliure d'impacte i el terra interior està marcat per uns petits cràters.

## Cràters satèl·lit
Per convenció, aquestes característiques s'identifiquen en els mapes lunars posant lletres al costat del punt mitjà del cràter que es troba més pròxim al cràter Abul Wafa:
| Abul Wafa | Latitud | Longitud | Diàmetre |
| --------- | ------- | -------- | -------- |
| A         | 1,4° N  | 116,8° E | 16 km    |
| Q         | 0,2° N  | 115,7° E | 30 km    |